# Sportmedisch Adviescentrum
Een sportmedisch adviescentrum (SMA) is een instelling die advies en begeleiding geeft aan mensen die (weer) willen sporten of die problemen ervaren bij het sporten. Hiertoe vinden zowel blessureconsulten als sportmedische onderzoeken (sportkeuringen) plaats. Voor sommige sporten heeft het sportmedisch onderzoek een verplicht karakter, zoals bij zweefvliegen, duiken, auto- en motorsport. Veelal wordt een sportmedisch onderzoek ook verricht uit algeheel preventief oogpunt. Dit kan zijn voor professionele of beroepssporters, recreatieve sporters of voor mensen die om gezondheidsredenen meer moeten bewegen of sporten, zoals chronisch zieke mensen.
Bij een SMA werken vooral gespecialiseerde sportartsen, die hiertoe een specifieke opleiding hebben gehad. Verder kunnen cardiologen, orthopedisten, longartsen, fysiotherapeuten en diëtisten aan een SMA verbonden zijn. Een SMA is vaak verbonden aan of in de nabijheid van een ziekenhuis te vinden.
Sportmedische Adviescentra zijn te vinden in vrijwel alle provincies in Nederland en in België. In Nederland zijn de sportmedische adviescentra verenigd in de Federatie van Sportmedische Instellingen (FSMI).

## Nederland

### Drenthe
- Assen
- Emmen
- Meppel

### Flevoland
- Almere

### Friesland
- Drachten
- Heerenveen
- Leeuwarden
- Sneek

### Gelderland
- Arnhem
- Ede SMC Gelderse Vallei
- Nijmegen
- Nunspeet
- Papendal

### Groningen
- Delfzijl
- Groningen (stad)
- Veendam

### Limburg
- Maastricht
- Roermond
- Sittard
- Venray

### Noord-Brabant
- Bergen op Zoom
- Breda
- Eindhoven
- Helmond
- 's-Hertogenbosch
- Ravenstein
- Tilburg
- Veghel

### Noord-Holland
- Alkmaar
- Amsterdam
- Haarlem
- Hilversum
- Hoorn
- Zaandam

### Overijssel
- Almelo
- Deventer
- Enschede
- Hengelo
- Zwolle

### Utrecht
- Amersfoort
- Baarn
- Utrecht
- Woerden
- Woudenberg
- Zeist

### Zeeland
- Middelburg
- Terneuzen

### Zuid-Holland
- Gouda
- Gorinchem
- Leiden
- Rotterdam
- Vlaardingen

## België

### Vlaams-Brabant
- Leuven
- Vilvoorde

### Limburg
- Diepenbeek